# Майкл Беннет
Майкл Фарранд Беннет (англ. Michael Farrand Bennet; нар. 28 листопада 1964, Нью-Делі, Індія) — американський політик з Демократичної партії. Сенатор США від штату Колорадо з 2009.

## Життєпис
Беннет виріс у Вашингтоні, де його батько працював помічником віцепрезидента Г'юберта Гамфрі. 1987 року отримав ступінь бакалавра в Університеті Весліана, а у 1993 — юридичну освіту в Єльській школі права (був головним редактором Yale Law Journal). Протягом багатьох років був радником політиків-демократів, менеджер Адміністрації державних шкіл у Денвері з 2005 по 2009. Беннет і його дружина Сьюзен мають трьох доньок.

## Позиція щодо Північного потоку-2
У січні 2022 проголосував проти проєкту санкцій для газогону «Північний потік-2» як засобу запобігання російському вторгненню в Україну.